# Pakualaman
Il Principato di Pakualaman (in giavanese: Praja Pakualaman; in altri documenti Kadipaten Pakualaman, "ducato di Pakualaman" o semplicemente Nagari Pakualaman, "stato di Pakualaman") è uno dei principati che compongono ancora oggi l'Indonesia.
Antico stato indipendente, oggi è stato incluso all'interno della repubblica indonesiana, pur costituendo formalmente uno stato a sé stante.

## Storia
Lo stato venne a crearsi nel 1812 quando Natakusuma (poi Paku Alam I) venne ricompensato dagli inglesi della Compagnia britannica delle Indie orientali per il suo aiuto nel conflitto a Yogyakarta nel giugno di quello stesso anno. Esso divenne lo stato speculare del principato di Mangkunegaran nel territorio del Susuhunanato di Surakarta.
Il principato vantava una legione di 50 cavalieri e 100 fanti, e venne mantenuto stabilmente sino al 1892 quando, per gli alti costi di gestione, venne sciolto. Per il ruolo avuto dal principe Paku Alam VIII nella guerra d'indipendenza indonesiana, gli venne garantito a vita il titolo di vicegovernatore della regione speciale di Yogyakarta, col sultano di Yogyakarta come governatore su base ereditaria.

### Origini
Il principato di Pakualaman venne fondato ufficialmente il 17 marzo 1813, quando il principe Nokusumo, figlio del sultano Hamengkubuwono I e della sua concubina, venne incoronato dal governatore generale britannico Sir Thomas Stamford Raffles (della Compagnia britannica delle Indie Orientali che all'epoca governava l'area).
In precedenza, durante il regno del sultano Hamengkubuwono II, scoppiò una rivolta contro il governatore generale Herman Willem Daendels della Compagnia delle Indie Orientali olandesi (sotto influenza di Luigi Bonaparte, re dell'Olanda francese). Daendels inviò le sue truppe ad attaccare il palazzo di Yogyakarta nel dicembre del 1810 per piegare la ribellione di Raden Ronggo (Ronggo Prawirodirdjo III, reggente di Madiun, e consigliere politico del sultano Hamengkubuwono II), fatto che portò alla decadenza con la forza di Hamengkubuwono II dal suo trono. Il potere passò a Soerojo che venne nominato reggente col nome di Hamengkubuwono III. Il fratellastro del sultano Hamengkubuwono II, il principe Notokusumo, venne catturato insieme ai suoi sostenitori dagli olandesi presso Semarang e portato a Batavia.
Nel 1811, il governo olandese su Giava venne sostituito da quello britannico con la Capitolazione di Tuntang dell'11 agosto di quello stesso anno, e gli inglesi inviarono sir Thomas Stamford Raffles a guidare la colonia con la posizione di luogotenente governatore generale. Raffles tentò di ottenere da subito il supporto delle autorità locali, ed in particolare del sultano Hamengkubuwono II. Inviò quindi il capitano John Robinson a Yogyakarta per restituire a Hamengkubuwono II il suo trono ed a riportare Hamengkubuwono III alla sua posizione di principe ereditario dal 10 dicembre 1811.

### Il principato
Il principato di Pakualaman, come si è detto, venne fondato ufficialmente nel 1813, ricavandolo dal sultanato Yogyakarta come ricompensa personale per il ruolo avuto dal principe Paku Alam I nella lotta contro gli olandesi e venne condizionato dalla presenza dei coloni inglesi sino al 1816. Col ritorno del governo olandese nell'area, dal 1816 sino al 1942, fu parte delle Indie orientali olandesi. Dal 1942 al 1945 lo stato divenne forzosamente parte dell'Impero giapponese sotto la supervisione del comandante della XVI armata.
A partire dal 1945 il piccolo stato divenne parte della Repubblica di Indonesia. Assieme al Sultanato di Yogyakarta costituisce ancora oggi parte integrante dello stato, pur non più come paese indipendente, ma come regione speciale.

## Elenco dei principi
- Paku Alam I, 1812 – 1829
- Paku Alam II, 1829 – 1858
- Paku Alam III, 1858 – 1864
- Paku Alam IV, 1864 – 1878
- Paku Alam V, 1878 – 1900
- Paku Alam VI, 1901 – 1902
- Paku Alam VII, 1903 – 1938
- Paku Alam VIII, 1938 – 1999
- Paku Alam IX, 1999 – 2015
- Paku Alam X, 2016 – oggi[3]